# EP (minialbum Słonia)
EP – minialbum poznańskiego rapera Słonia. Album zawiera cztery single poprzedzające album "Mutylator", które zostały wyprodukowane przez grupę The Returners. Płyta stanowiła dodatek do preorderu albumu "Mutylator".

## Lista utworów
| Nr | Tytuł utworu  | Długość |
| -- | ------------- | ------- |
| 1. | „Gruba Berta” | 4:08    |
| 2. | „Puzzle”      | 3:44    |
| 3. | „Wstręt”      | 3:47    |
| 4. | „Yeah Bwoy”   | 3:20    |
|    |               | 14:59   |